# Tây Phổ
Tây Phổ (tiếng Đức: Westpreußen, tiếng Ba Lan Prusy Zachodnie) là một tỉnh của Vương quốc Phổ từ 1773-1824 và 1878-1919/20 được tạo ra từ các tỉnh Ba Lan trước đó là Phổ hoàng gia. Sau khi Đức đã bị đánh bại vào năm 1918, trong tháng 2 năm 1920 thì bàn giao các khu vực trung tâm Tây Phổ để trở thành những cái gọi là Hành lang Ba Lan và thành phố tự do Danzig, trong khi các phần còn lại với các Đức Weimar Cộng hòa đã trở thành các Tây Phổ Posen hoặc được nhập vào tỉnh Đông Phổ như Regierungsbezirk Tây Phổ. Lãnh thổ đã được bao gồm trong phạm vi Reichsgau Danzig-Tây Phổ từ 1939-45, sau đó nó trở thành một phần của Ba Lan.
Tây Phổ cũng được sử dụng như một tên chung cho các khu vực trong bối cảnh lịch sử từ thế kỷ 13 đến năm 1945. Trong thời Trung cổ, nơi sinh sống của bộ lạc Slavic: Pomerania trong Pomerelia phía tây sông Vistula, bởi Phổ Cổ và sau đó Masovia trong Kulmerland, và Phổ Cổ (chủ yếu là Pomesania) một phần của khu vực nằm ở phía đông sông Vistula và phía bắc đến Kulmerland. Do thay đổi xuất nhập cảnh và văn hóa, dân cư đã trở thành dân pha trộn qua nhiều thế kỷ và bao gồm người Đức, người Kashubia, người Ba Lan, cũng như người Slovincia, người Huguenot, người Mennonite, và người Scotland, trong số những dân tộc khác.
Hầu hết các lãnh thổ của Tây Phổ ngày nay là một phần của Voivodeship Pomeranian Ba Lan, trong đó có Danzig là thủ phủ của nó.

## Liên kết
- www.westpreussen-online.de (tiếng Đức)
- Administrative subdivision of the province in 1910 (tiếng Đức)
- Das Westpreußenlied (Real Audio)
- West Prussia FAQ Lưu trữ ngày 4 tháng 1 năm 2007 tại Wayback Machine
- East and West Prussia Gazetteer Lưu trữ ngày 5 tháng 1 năm 2007 tại Wayback Machine